# Спонсон
Спонсо́н (выступ), Спансон:
- на флоте: участок верхней палубы, выступающий за линию борта корабля, бортовой выступ. Как правило, на кораблях броненосного флота на спонсоне размещались орудия противоминной артиллерии, но в отдельных случаях на них частично размещались и башни главного калибра, как, например, на чилийском броненосце «Капитан Прат» или российском броненосном крейсере «Адмирал Нахимов».
- наделка в виде выступа на борту бронированной машины;
- место на колёсном судне впереди и сзади кожухов гребных колёс, за бортом, где помещаются каюты[2].

По ГОСТ 13641-80: Спонсон — выступающий за линию борта участок палубы судна со всеми его конструкциями.
Также спонсоном называется применяемое на лодочных гидросамолётах и гидроциклах лезвие из пластика, стеклопластика или металла, которое, при движении прямо, находится выше уровня воды, а при повороте погружается в воду. Спонсон нужен для того, чтобы при повороте задняя часть гидроцикла не скользила в поперечном направлении, а удерживалась о воду. Величина спонсона зависит от величины самого судна, средняя высота составляет 10 сантиметров, а средняя длина — 40 — 50 см. Часто в конструкции спонсона предусмотрена регулировка лезвия по вертикали и горизонтали. С помощью вертикальной регулировки достигается различная степень удерживающей силы в повороте, а с помощью горизонтальной обеспечивается место приложения этой силы. Правильно установленный и отрегулированный спонсон позволяет в значительной степени менять движение гидроцикла при повороте.
У авианосцев спонсоны применяются для увеличения размеров палубы.